# Ньюгантокылькы
Ньюгантокылькы (устар. Ньюган-Токаль-Кы) — река в России, протекает по территории Ямало-Ненецкого автономного округа. Устье реки находится в 180 км по левому берегу реки Толька. Длина реки составляет 58 км. В 12 км от устья по левому берегу реки впадает река Кутылькы.

## Данные водного реестра
По данным государственного водного реестра России относится к Нижнеобскому бассейновому округу, водохозяйственный участок реки — Таз. Речной бассейн реки — Таз.
Код объекта в государственном водном реестре — 15050000112115300066519.